# Trezza Azzopardi
Trezza Azzopardi (* 1961 in Cardiff, Wales) ist eine britische Schriftstellerin.

## Leben
Trezza Azzopardi ist die Tochter eines Maltesers und einer Waliserin. Sie studierte Kreatives Schreiben an der University of East Anglia und anschließend Film- und Fernsehwissenschaften an der University of Derby. Mit The Hiding Place debütierte sie im Jahr 2000 als Schriftstellerin. Sie erhielt Shortlist-Nominierungen für den Booker Prize sowie den James Tait Black Memorial Prize und wurde mit dem Geoffrey Faber Memorial Prize ausgezeichnet. Noch im selben Jahr erschien das Buch in der Übersetzung von Monika Schmalz unter dem Titel Das Versteck im Berlin Verlag. Ihre Bücher wurden in insgesamt 17 Sprachen übersetzt.
Aktuell lebt Azzopardi in der ostenglischen Universitätsstadt Norwich, wo sie an der University of East Anglia Kreatives Schreiben unterrichtet.

## Werke
- The Hiding Place (2000; deutsch: Das Versteck, Berlin 2000, Berlin Verlag, ISBN 3-8270-0369-5)
- Remember Me (2003; deutsch: Was ich nicht vergessen darf, Berlin 2005, Berlin Verlag, ISBN 3-8270-0549-3)
- Winterton Blue (2007; deutsch: Turmalin, Berlin 2011, Berlin Verlag, ISBN 978-3-8270-0733-9)
- The Song House (2010)
- The Tip of My Tongue (2013)